# Seznam ústav podle zemí
Toto je seznam ústav podle zemí
Česko
- Ústava České republiky (1993)

Československo
- Prozatímní ústava (1918)
- Ústavní listina Československé republiky (1920)
- Ústava Československé republiky – „Ústava 9. května“ (1948)
- Ústava Československé socialistické republiky (1960)
- Ústavní zákon o československé federaci (1968, jednalo se o radikální změnu předchozí ústavy)

Jugoslávie
- Vidovdanská ústava (1921)
- Zářijová ústava (1931)
- Ústava Socialistické federativní republiky Jugoslávie (1963)
- Ústava Socialistické federativní republiky Jugoslávie (1974)

Korsika
- Korsická ústava (1755)

Německo
- Výmarská ústava
- Ústava Německé říše
- Ústava Spolkové republiky Německo

Rakouské císařství a Rakousko-Uhersko
- Dubnová ústava (1848)
- Březnová ústava (1849)
- Silvestrovské patenty (1851)
- Únorová ústava (1861)
- Prosincová ústava (1867)
- Zákon č. 40/1873 ř. z. (též dubnová ústava, 1873)

Slovensko
- Ústava Slovenské republiky (1992)

Slovinsko
- Ústava Republiky Slovinsko (1991)

Sovětský svaz
- Ústava 1918
- Ústava 1924
- Ústava 1934
- Ústava 1977

Spojené státy americké
- Články Konfederace a trvalé unie (1777)[1]
- Ústava Spojených států amerických (1788,[2] dodatky do 1992[3][4])

Srbsko
- Sretenjská ústava (1835)

Španělsko
- Ústava z Cádizu (1812)